# يو إف سي على إي إس بي إن: نغانو ضد روزينسترويك
يو إف سي على إي إس بي إن: نغانو ضد روزينسترويك (بالإنجليزية: UFC on ESPN: Ngannou vs. Rozenstruik)‏ هو حدث لفنون القتال المختلطة كان من المقرر أن يُقام في الأصل في 28 مارس 2020 على نيشن وايد أرينا في كولومبوس، أوهايو، الولايات المتحدة. وبسبب جائحة فيروس كورونا، تم تأجيل الحدث في النهاية.